# Чемодуров, Трофим Николаевич
Трофим Николаевич Чемодуров (17 (30) сентября 1917, село Шалыгино (ныне поселок Глуховского района Сумской области) — 20 мая 1997, Симферополь, Украина) — советский партийный и государственный деятель. 
Председатель исполкома Крымского областного совета. Депутат Верховного Совета УССР VII, VII и IX созывов. Кандидат в члены ЦК КПУ в 1966—1976 годах. Член ЦК КПУ в 1976—1981 годах. 

## Биография
В 1935—1938 г. — заведующий учетом, заместитель уполномоченного Народного комиссариата заготовок СССР по Шалигинскому району Харьковской области.
С 1938 — в Красной армии. В октябре 1938—1940 годах — курсант военной полковой школы в городе Орджоникидзе; курсант Ростовского военно-политического училища.
Член ВКП(б) с 1940 года.
В 1940—1948 годах — проходил службу в Советской армии: политический руководитель батареи Грозненского военного училища, комиссар сводной батареи армии, старший инструктор политического отдела тыла 64-й и 7-й гвардейской армий Сталинградского, Воронежского, Степного, 2-го Украинского фронтов.
В 1948—1952 годах — инструктор Симферопольского городского комитета ВКП(б) Крымской области; заместитель заведующего организационного отдела; заведующий отделом партийных, профсоюзных и комсомольских организаций Севастопольского городского комитета ВКП(б).
В 1952—1955 годах — слушатель Высшей партийной школы при ЦК КПСС. В 1953 году окончил 4 курса Киевского педагогического института (заочно).
В 1955—1960 годах — 1-й секретарь Сталинского районного комитета КПУ города Севастополя.
С 1960 по январь 1963 года — 2-й секретарь Севастопольского городского комитета КПУ.
В январе 1963 — декабре 1964 г. — секретарь Крымского промышленного областного комитета КПУ, председатель Крымского промышленного областного Комитета партийно-государственного контроля. В декабре 1964 — декабре 1965 годах — секретарь Крымского областного комитета КПУ, председатель Крымского областного Комитета партийно-государственного контроля.
В январе 1966 — декабре 1979 года — председатель исполнительного комитета Крымского областного Совета депутатов трудящихся. С 1974 года — член Президиума Верховного Совета УССР.
В декабре 1979 — сентябре 1986 года — заместитель начальника управления торговли исполнительного комитета Крымского областного совета народных депутатов.
С 1986 года — на пенсии. Скончался 20 мая 1997 года в Симферополе.

Могила Чемодурова на кладбище «Абдал» в Симферополе.

## Семья
- Жена — Бельдейко Татьяна Ивановна (1922—1999) — юрист, адвокат.
- Сын — Чемодуров Владимир Трофимович (род. 1945) — капитан I ранга, профессор, доктор технических наук, заведующий кафедрой Академии строительства и архитектуры Крымского федерального университета.
- Сын — Чемодуров Николай Трофимович (1950-2024) — врач, хирург, заведующий отделением эндоскопической хирургии клиники «Генезис», кандидат медицинских наук.

## Звания
- гвардии капитан
- гвардии старший лейтенант

## Награды
- орден Ленина (1977)
- орден Красной Звезды (1944)
- орден Отечественной войны II степени (1945)
- медали